# Піщана Петрівка
Піща́на Петрі́вка — село Андрієво-Іванівської сільської громади у Березівському районі Одеської області, Україна. Населення становить 153 осіб.
В 20-ті роки ХХ століття рядянською владою планувалося створити селище міського типу, для чого здійснили поквартальне зонування помешкань. Перші поселенці були вихідцями з села Вікторівка Ширяївського району Одеської області.

## Населення
Згідно з переписом УРСР 1989 року чисельність наявного населення села становила 192 особи, з яких 75 чоловіків та 117 жінок.
За переписом населення України 2001 року в селі мешкало 145 осіб.

### Мова
Розподіл населення за рідною мовою за даними перепису 2001 року:
| Мова       | Відсоток |
| ---------- | -------- |
| українська | 92,16 %  |
| румунська  | 4,58 %   |
| російська  | 3,27 %   |